# Buenos Aires Lawn Tennis Club
Le Buenos Aires Lawn Tennis Club est un club de tennis situé à Palermo (Buenos Aires). Les terrains sont en terre battue et le stade principal a une capacité de 5 500 spectateurs. Le tournoi de tennis de Buenos Aires (Open Argentina) s'y déroule, chaque année, au mois de février.